# Wir alle sind verdammt
Wir alle sind verdammt (Originaltitel: The War Lover) ist ein britischer Kriegsfilm des Regisseurs Philip Leacock aus dem Jahr 1962. Das Drehbuch basiert auf dem gleichnamigen Roman von John Hersey. Die Erstaufführung in Deutschland fand am 7. Februar 1963 statt. Die DVD wurde in Deutschland unter dem Titel The War Lover – Verliebt in den Krieg veröffentlicht.

## Handlung
Buzz Rickson ist während des Zweiten Weltkrieges als Pilot eines Boeing B-17-Bombers, einer Flying Fortress, in England stationiert. Der Egozentriker ist bei seiner Mannschaft unbeliebt. Er ist risikofreudig und liebt den Kampf, und er ist gut darin. Nur mit seinem Copiloten Lieutenant Boland kommt Rickson zurecht. Als die junge Daphne sich in Boland anstatt in Rickson verliebt, kommt es zwischen den beiden zu einem Konflikt.
Rickson gerät vollkommen außer sich und versucht, Daphne zu vergewaltigen. Damit zerbricht die Freundschaft zu Boland. Zwar genießt Rickson zuerst seinen „Sieg“, doch auf der nächsten Mission fehlt ihm die sonstige Selbstsicherheit. Rickson ist von Zweifeln geplagt, ob er sich wirklich alles erlauben darf.
Als bei einer Mission Rickson schwer verletzt wird, schlägt Boland vor, den Einsatz zu beenden, die Maschine aufzugeben und abzuspringen. Doch Rickson will sich beweisen und die Maschine heil zur Basis zurückbringen. Er lässt die Mannschaft über dem Ärmelkanal abspringen. Boland muss er förmlich dazu zwingen. Rickson schafft es nicht, seine Maschine zerschellt an den Klippen von Dover.

## Produktion, Hintergrund
Der Film wurde u. a. in den Shepperton Studios gedreht sowie auf den RAF-Basen Bovingdon und Manston gedreht. Für die Luftaufnahmen wurden drei Boeing B-17 restauriert. Mit Hilfe von verschiedenen Namen, die man auf die Flugzeugnasen malte, intelligenter Kameraführung und unter Verwendung von Filmmaterial aus dem Krieg wurde so die Illusion einer großen Bombergruppe geschaffen.
Für Arthur Hornblow jr. war es die letzte Arbeit als Produzent. Als Berater standen ihm folgende Militärs zur Seite: Lieutenant Colonel Robert F. Spence, Lieutenant Colonel William Tesla (Berater für die B-17) und Captain John Crewdson (Berater für die Luftsequenzen).

## Kritik
Das Lexikon des internationalen Films befand: „Dienst und Privatleben der in England stationierten amerikanischen Bomber-Einheiten, die 1943 auf deutsche Städte angesetzt werden, dienen als romanhaft aufbereiteter Hintergrund für einen gut besetzten, im Milieu zwar stimmigen, im übrigen aber wenig wahrhaftig wirkenden Film.“